# Thesinge
Thesinge (Gronings: Taisen) is een dorp in de gemeente Groningen, in de provincie Groningen (Nederland) met volgens het CBS 555 inwoners (2023) en volgens de voormalige gemeente Ten Boer, waar het dorp tot 2019 bij behoorde, ongeveer 700 inwoners.

## Geschiedenis
Thesinge is ontstaan als een veenontginningsdorp in het Centrale Woldgebied. De eerste bewoners vestigden zich in de elfde of twaalfde eeuw op een lage wierde, die werd opgeworpen om de gevolgen van bodemdaling door inklinking van het veen tegen te gaan. Op deze wierde werd aan het einde van de twaalfde eeuw het benedictinessenklooster Germania gesticht. De naam verwijst waarschijnlijk naar het kerspel Garmerwolde, waarvan het dorpsgebied van Thesinge is afgesplitst.
De oudste vermelding van Thiasingacloster in 1283 komt uit de Kroniek van Bloemhof. De naam verwijst naar de familie van een zekere Tiazo, wellicht ooit de stichter van het dorp. De naam Tiazo komt ook in de goederenregisters van de Abdij van Werden voor als bewoner van het niet-geïdentificeerde dorp Wibadaskerikon, eind elfde eeuw. Misschien gaat het daarbij om Thesinge. Het dorp moet al vroeg zijn ontstaan: enkele van de oudste ontginningslijnen in Duurswold, zoals de opstrekkende verkaveling rond de kerk van Slochteren zijn gericht op Thesinge.
Het klooster Germania was gewijd aan Felicitas en de Zeven Broeders. De Kloosterkerk Thesinge is een overblijfsel van het klooster. De rest van de gebouwen is na de Reductie in 1594 afgebroken. De laatste nonnen moesten de kloostergebouwen in 1627 ontruimen. De korenmolen Germania in het dorp is naar het voormalige klooster vernoemd.
Het grondgebied van Thesinge behoorde tot het einde van de vijftiende eeuw tot de parochie van Steerwolde. In 1506 was voor het eerst sprake van een parochie Thesinge clooster, mitten buiren, later sprak men wel over Thesinger Buyre, Thesingerbuer en Tesinga karspel.
In 1959 vonden in de buurt van Thesinge de eerste gasboringen plaats.
In het dorp was lange tijd het oudste huiskamercafé van Groningen gevestigd: café Jopje. In 1762 opende het zijn deuren, rond 1970 sloot het gedurende 25 jaar, waarna het vanaf 1999 nog 11 jaar werd bestierd als huiskamercafé tot 2010, toen de Boerster burgemeester André van de Nadort erin trok. Het sloot daarmee in hetzelfde jaar als het huiskamercafé in Westerwijtwerd.

## Buurtschappen
Tot het dorp Thesinge behoren de buurtschappen Steerwolde en Achter-Thesinge.
De kerkelijke registers maken sporadisch onderscheid tussen de inwoners in 't clooster Thesinge en de inwoners uit de rest van het kerspel.
Op het grondgebied van het dorp Thesinge lagen de voormalige waterschappen Thesingerpolder (voor 1750), Steurwolderpolder (ca. 1800), Lagewegsterpolder (voor 1830, deels), Geweidsterpolder (voor 1832) en De Klunder (voor 1832). Ze waterden allen uit op het Geweide. De meeste watermolens zijn - zoals blijkt uit enkele kaarten van Theodorus Beckeringh - vermoedelijk al in de 18e eeuw gesticht en later vervangen door grotere exemplaren.

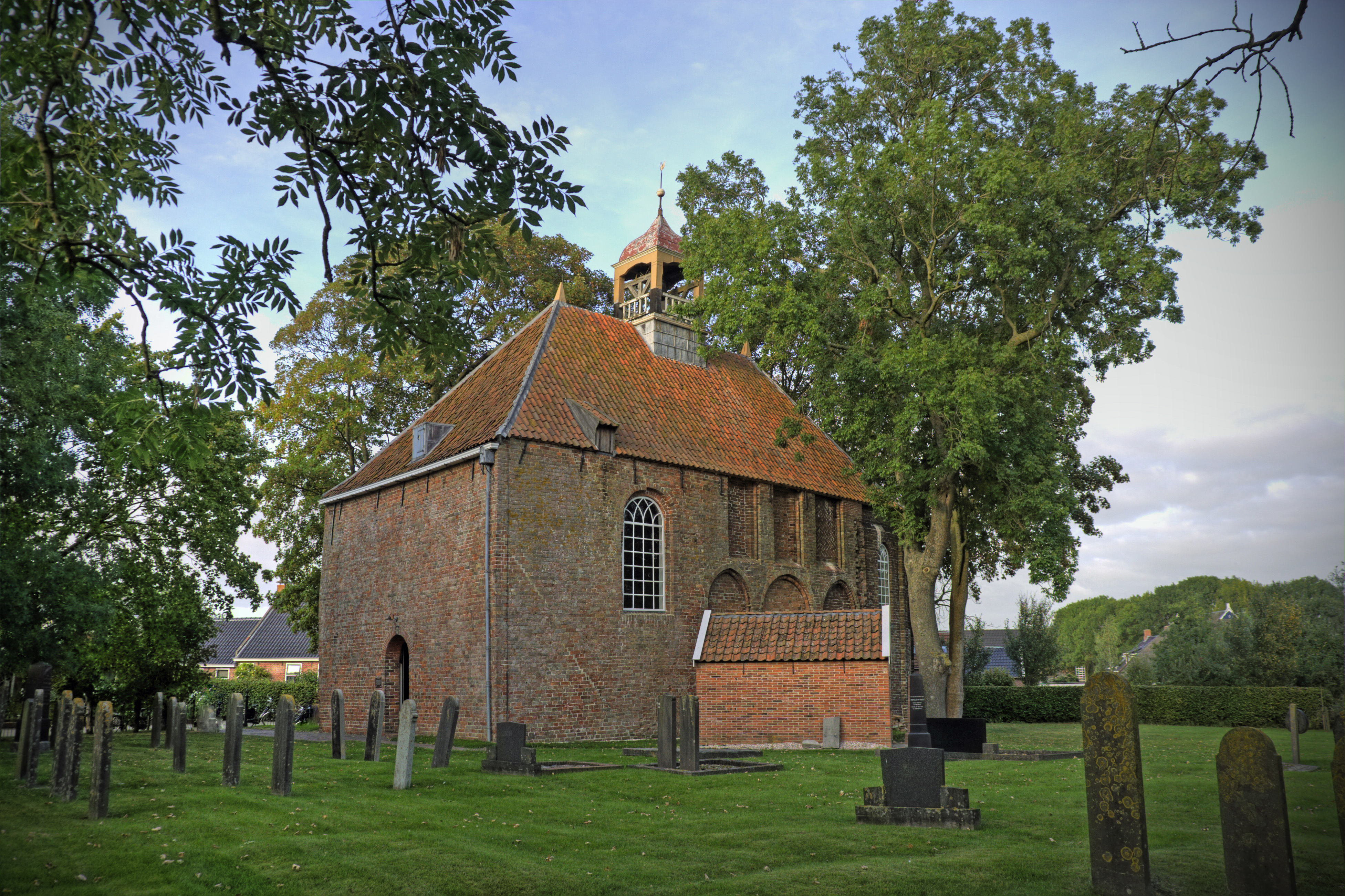
Kloosterkerk (Felicitaskerk)
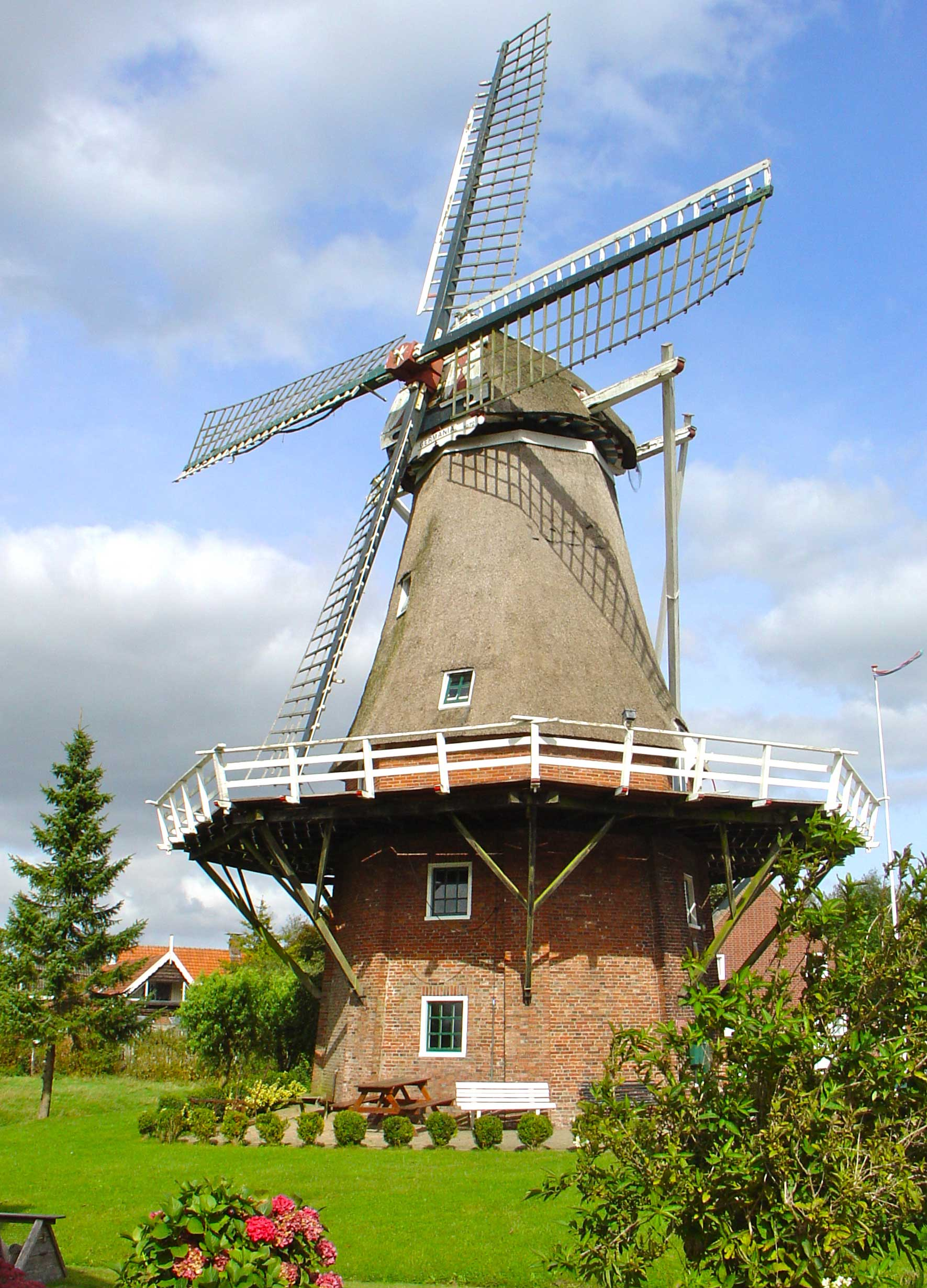
Molen Germania
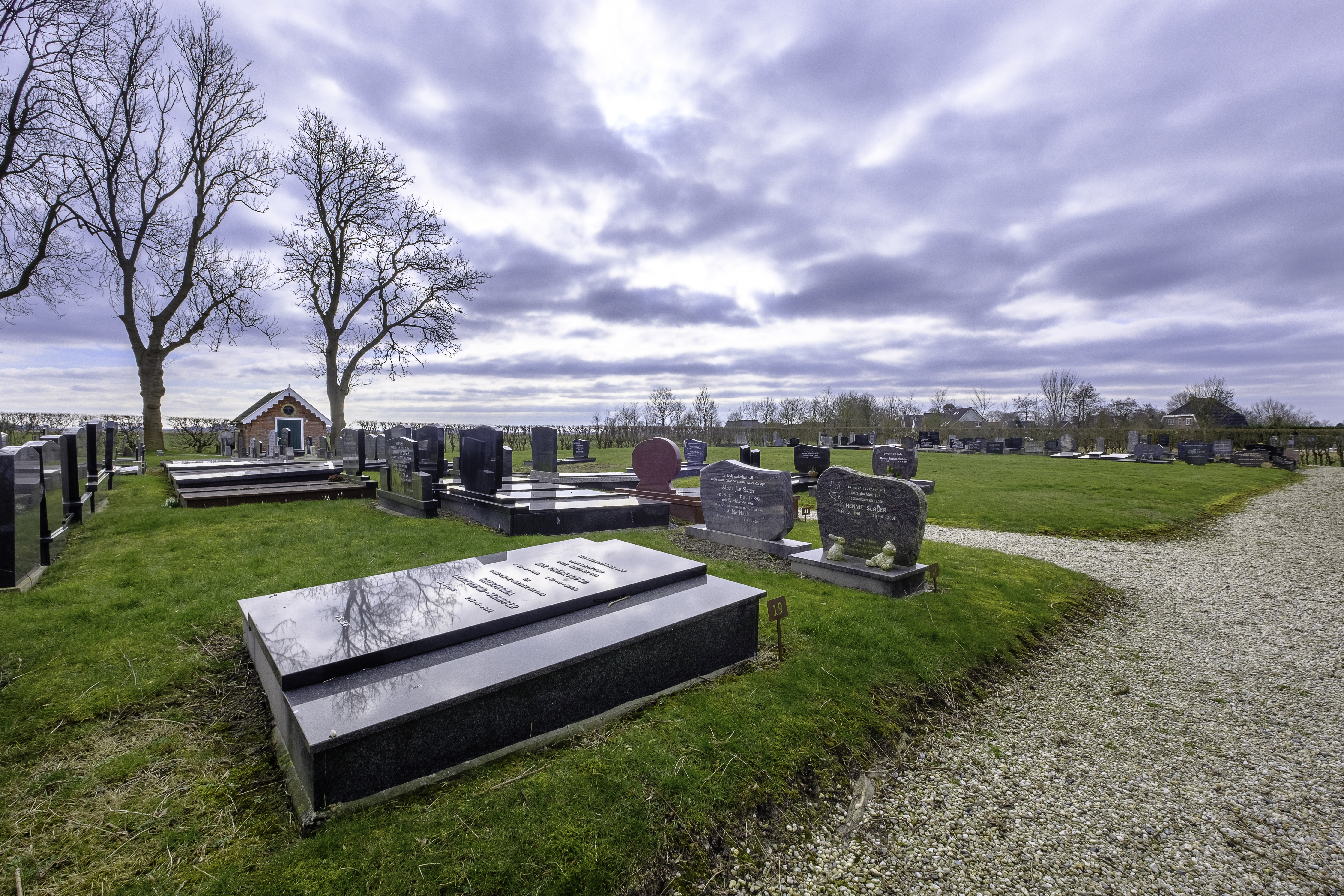
Overzicht over de begraafplaats van Thesinge met links (voorgrond) de hervormde en rechts (achtergrond) de gereformeerde graven. De gereformeerde begraafplaats werd in 1873 gesticht nadat het kerkhof voor hen gesloten werd door de hervormden omdat ze geen jaarlijkse bijdrage wilden leveren. In 1927 kochten de hervormden een perceel ernaast en werd de tussenliggende gracht gedempt, zodat ze beiden van het baarhuis gebruik konden maken.

## Geboren
- Michiel Pesman (1887-1962), Amerikaans-Nederlands ingenieur en tuin- en landschapsarchitect
- Jacob Pesman (1888-1950), landmachtofficier en militair in het KNIL, generaal-majoor der infanterie van het Indische leger
- Henk Ridder (1918-1944), verzetsstrijder
- Dirk van der Borg (1955), CDA-politicus